# Gloria Mendoza Borda
Gloria Mendoza Borda (Puno, 1948), es educadora y escritora peruana. Estudió Letras en la  Universidad Nacional San Antonio Abad del Cusco y Universidad Nacional San Cristóbal de Huamanga, en Ayacucho. Destaca como una de las escritoras más reconocidas en el círculo de escritores limeños de la generación del 60.Su poesía se caracteriza por un enfoque en la naturaleza y la cultura andina.

## Biografía
Nacida en 1948 en Juliaca, Puno, es hija del político aymara Julio Mendoza Díaz y de la maestra rural Herminia Borda. Dicha influencia familiar marcó su poesía combinando elementos tradicionales andinos. Su infancia y juventud transcurrieron en el altiplano, la cual fue una experiencia que marcó profundamente sus obras literarias, caracterizándose por la fusión de elementos culturales andinos.
Desde temprana edad, Gloria mostró interés por la literatura y formó parte del "Grupo intelectual de Carlos Oquendo de Amat" en 1965,junto  a destacados poetas como José Luis Ayala, Omar Aramayo, Gerardo García, Percy Zaga y Serapio Salinas.
Estudió Letras en la Universidad Nacional San Antonio Abad del Cusco, y posteriormente educación en la Universidad Nacional San Cristóbal de Huamanga.Su poesía refleja las experiencias vividas en torno a la región de origen. A lo largo de su carrera, ha publicado numerosos poemarios, como Los grillos tomaron tu cimbre (1971), Lugares que tus ojos ignoran (1985), Amusa: guardando el silencio (2021)entre otros. Su obra ha sido traducida a varios idiomas, incluyendo el aimara, inglés, francés, italiano, bengalí, portugués, alemán e italiano, lo que resalta su alcance internacional.
Se inició como docente en la Universidad San Cristóbal de Huamanga. Posteriormente en el Colegio Particular María Auxiliadora de Ayacucho. Luego en el Conservatorio Luis Duncker Lavalle de Arequipa y en la Escuela de Arte Carlos Baca Flor de Arequipa durante 32 años.
Participó en casi todos los Encuentros Internacionales de Escritores de Chile y en varios Festivales de poesía particularmente en FIP Primavera Poética, Festival de Poesía de Nieva (Colombia), Festival El Lugar de los Escudos (México), siendo dedicado a su obra en el año 2023.
Además de su producción literaria, Gloria ha sido reconocida con premios y homenajes, como el título de "Personaje Meritorio de la Cultura Peruana" en el 2017.  Considerada por el diario El Comercio entre las 10 escritoras que marcaron la historia de la literatura escrita por mujeres en el siglo XIX y XX, teniendo como mayor referente de todos los tiempos a Blanca Varela. Se ha dicho de su poesía que da a conocer la belleza y la riqueza cultural del mundo andino, y aborda temas de identidad, consolidándose como una figura central en la tradición poética del Perú.

## Obras
Sus textos, fueron traducidos en diversos idiomas, los cuales no solo dan a conocer la identidad cultural del altiplano, sino que también invitan a reflexionar sobre temas universales como la naturaleza, el tiempo y la resistencia cultural. Entre sus publicaciones más notables se encuentran:
- Los grillos tomaron tu cimbre. Casa de la Cultura, Cuzco (1971).
- Lugares que tus ojos ignoran. Texas, EE. UU. (1985).
- Legendario lobo. Lima (1995).
- La danza de las balsas. Lima, editorial horizonte (1998).
- Dulce naranja dulce luna. Lima, Arteidea Editores (2001).
- Mujer mapa de música. Lima, Arteidea Editores (2004).
- Antología de tres poetas: Rosina Valcárcel, Gloria Mendoza Y Ana Bertha Vizcarra. Italia (2005).
- Q’antati deshojando margaritas. Lima – Arteidea Editores (2006).
- Resonancia entre agua y piedra. Canadá (2010).
- No digas que no se atrapar el viento. Lima, Arteidea Editores (2011).
- Desde la montaña grito tu nombre. Lima Lluvia Editores (2013).
- Amtasiña. Universidad Nacional del Altilplano, Puno (2013).
- Mariposa blanca / Mariposa Negra. Arequipa, Lemos (2017).
- Mi abuela, mi patria. Lima, Arteidea Editores (2018).
- Un otoño azul.  Arequipa, Cuervo Editores (2018).
- Biografía de los marginales.Lima, Summa (2020).
- Amusa: Guardando el silencio. Lima, Summa (2021).

## Premios y reconocimientos
A lo largo de su trayectoria se ha destacado por su compromiso con la poesía andina, logrando diferentes premios y reconocimientos.
- Personaje Meritorio de la Cultura Peruana. Ministerio de Cultura (2017).
- Premio Literario Erasmo Bernales de Puerto de Chañaral. Chile (2005).
- Mención Honorífica en el Concurso Internacional de Poesía Fundación Julia Doreste. Miami (2003).